# David Foelix
David Foelix (* 1999) ist ein Schweizer Unihockeyspieler, der beim Nationalliga-A-Verein HC Rychenberg Winterthur unter Vertrag steht.

## Karriere
Foelix debütierte 2017 in der Nationalliga A für den HC Rychenberg Winterthur, nachdem er zuvor im Nachwuchs der Winterthur spielte.